# Hans Jochim Schmidt
Hans Jochim Schmidt (* 26. April 1938 in Schwerin) ist ein deutscher Professor für allgemeine Grundschulpädagogik und Didaktik des Sachunterrichts sowie Hörbuchsprecher und Verleger.

## Leben
Schmidt absolvierte 1957 sein Abitur in Osnabrück. Nach seinem Lehramtsstudium an der Pädagogischen Hochschule Bremen, das er mit der ersten Lehrerprüfung abschloss, war er ab 1960 überwiegend als Grundschullehrer in Bremen und Niedersachsen tätig. 1969 wurde er an die Universität Lüneburg abgeordnet. 1973 schloss er sein Pädagogikstudium an der Pädagogischen Hochschule Niedersachsen mit der Diplomprüfung ab. 1984 wurde er an der Universität Lüneburg mit der Arbeit zum Thema „Hausaufgaben in der Grundschule“ zum Dr. phil. promoviert.
Ab 1991 wurde er an die Universität Rostock abgeordnet, um die Fächer Grundschulpädagogik und Lehramt an Grund- und Hauptschulen aufzubauen. 1994 wurde er zum Universitätsprofessor ernannt. Bis zu seiner Emeritierung 2002 war er als Gutachter für den Deutschen Bildungsrat tätig und arbeitete in verschiedenen Lehrplankommissionen mit. 2004 gründete er einen Hörbuchverlag.

## Vorleser Schmidt
Der Vorleser Schmidt Hörbuchverlag hat seinen Sitz in Oldenburg (früher Schwerin und Papenburg). Hans Jochim Schmidt startete den Verlag als sein „Altersprojekt“. Er hat sich auf klassische gemeinfreie deutschsprachige Texte spezialisiert. Diese werden ausnahmslos ungekürzt von ihm selbst eingelesen, geschnitten und wurden von ihm auch selbst als CD veröffentlicht. 
Die Hörbücher des Vorlesers Schmidt sind oftmals die einzigen Aufnahmen unbekannter oder fast vergessener Werke auch namhafter Autoren wie Johann Wolfgang von Goethe, Wilhelm Raabe, Adalbert Stifter, Jean Paul, Theodor Storm, Gottfried Keller, Heinrich von Kleist, Wilhelm Hauff. Ein weiterer Schwerpunkt sind Hörbücher in plattdeutscher Sprache (mecklenburgisch) von Autoren wie  Fritz Reuter oder der Brüder Grimm.
Das Programm gliedert sich in die Bereiche Erzählungen, Romane, Berichte sowie Vers-Epen, Klassische Gedichte, Religiöse und philosophische Texte, Mythen, Sagen, Märchen, Schwänke, Plattdeutsche Texte und Varia.
Durch die Zusammenarbeit mit einem digitalen Hörbuch-Anbieter sind alle von Schmidt gelesenen Werke weiterhin zugänglich, auch wenn er die CD-Produktion eingestellt hat.

## Werke Pädagogik
- Grundschulzeugnisse in Niedersachsen. Bericht über eine Untersuchung. Neubauer, Lüneburg 1980.
- Hausaufgaben in der Grundschule. Neubauer, Lüneburg 1984, ISBN 3-88456-020-4.
- Kurt Czerwenka, Karin Nölle, Hans Jochim Schmidt [u. a.]: Schülerurteile über die Schule. Bericht über eine internationale Untersuchung. Lang, Frankfurt 1990.
- Karin Ehrich, Frank Jordan, Hans Jochim Schmidt [u. a.]: Berufsbiographien von Lehrern und Lehrerinnen. Lang, Frankfurt 1994.

## Werke Sonstige
- Von ägyptischer Finsternis und salomonischen Urteilen: Sprichwörtliche Redensarten mit biblischen Hintergrund. Books on Demand, 2021.